# Fábián Éva (énekes)
Fábián Éva (Budapest, 1954. október 1. –) magyar énekesnő, a Kócbabák és a Neoton Família egykori tagja.

## Élete
9 éves volt, amikor nagymamája elvitte a Magyar Rádió Gyermekkórusának a meghallgatására, ahová be is került, és zongorázni is tanult. 1969-től 1971-ig a Budapesti Leánykar kórusának tagja volt. Középiskolai tanulmányait a Vörösmarty Mihály Gimnáziumban végezte. 1972-től 1974-ig a Magyar Rádió Táncdalstúdiójában Balassa P. Tamás, illetve Szendrő Mária növendéke volt. 1974-től Kovács Magda énektanárnál tanult. 1972-től a Kócbabák énektrió vezetője és egyik énekese volt, amely 1974-től a Neoton együttessel dolgozott. 1977-től nevük Neoton Famíliára változott. 1980-ban kivált a zenekarból, és szólókarrierbe kezdett. Egy véletlen hozta össze Menyhárt Jánossal, a V’Moto-Rock gitárosával, aki elvállalta a szólólemez produceri teendőit. Első önálló lemeze Éjszakai repülés címmel 1982-ben jelent meg. 1984 júniusában Jordániában, 1986-ban több mint fél évig az Egyesült Arab Emirátusban vendégszerepelt az Anonymus együttessel. Színésznőként 1984 őszétől játszott a Radnóti Színnpad Hóha-hó című zenés mesejátékában. Elvégezte a felsőfokú reklámszakiskolát. Diplomamunkáját a pályatársát, Soltész Rezsőt felfuttató reklámkampány elemzéséből készítette. Kezdetben popdalokat, majd 1990-től napjainkig gyermekdalokat énekel. 1982 és 1987 között több fesztiváldíj nyertese volt. 2014-től ismét vállal felnőtteknek szóló műsorokat.
Lánya: László Lilla rádiós műsorvezető.

## Elismerései, díjai
- Rostocki Fesztivál (kritikusi különdíj, 1981)
- Pozsonyi Líra (Fidov-díj, 1983)
- Story Érték-díj - legenda kategóriában (megosztva a Neoton Familia együttes tagjaival, 2018)
- A Magyar Érdemrend lovagkeresztje (2022)

## Diszkográfia

### Nagylemezek
- Éjszakai repülés (1982)
- Vidámpark (1990)
- Utazás a Föld körül (1991)
- Álomutazás (1995)
- Kincses sziget (1999)
- Nagy slágerek kicsiknek (2010)
- Állati jó mesék, állati jó zenék

### Kislemezek, rádiófelvételek
| Év   | Dal                  | Szerzők                                                  | Kiadás        |
| ---- | -------------------- | -------------------------------------------------------- | ------------- |
| 1980 | Már nincs szenvedély | Ihász Gábor–S. Nagy István                               | rádiófelvétel |
| 1980 | Ne félts!            | Máté Péter–Vágó István                                   | kislemez      |
| 1980 | Égig érő lajtorja    | Demjén Ferenc                                            | kislemez      |
| 1980 | Szégyen, hogy sírok  | Gábor S. Pál–Huszár Erika                                | rádiófelvétel |
| 1984 | Édenkert             | Lawrence Russel–Larry Brown–Verebes István–Fábián Éva    | kislemez      |
| 1984 | Fogom a kezed        | Nagy Tibor–Bradányi Iván                                 | kislemez      |
| 1986 | Őrülten táncolok     | Windisch László–Kalmusz József–Szabó Gy.–Schumeth István | kislemez      |